# Melhania milleri
Melhania milleri är en malvaväxtart som beskrevs av Abedin. Melhania milleri ingår i släktet Melhania och familjen malvaväxter. Inga underarter finns listade i Catalogue of Life.